# Gian Domenico Protasi
Gian Domenico Protasi (Piedimulera, 1810 – Arona, 19 giugno 1873) è stato un politico italiano.

## Biografia
Ingegnere, venne eletto Deputato del Regno di Sardegna per due legislature, nonché Deputato del Regno d'Italia per altrettante. Fu Sindaco di Novara dal 1850 al 1852.